# Zinnia venusta
Zinnia venusta là một loài thực vật có hoa trong họ Cúc. Loài này được (A.M.Torres) Olorode & A.M.Torres miêu tả khoa học đầu tiên năm 1970.